# 四日市松原郵便局
四日市松原郵便局（よっかいちまつばらゆうびんきょく）は、三重県四日市市の松原地区にある郵便局。民営化前の分類では無集配特定郵便局であった。

## 概要

### 現在の施設
住所：〒510-8015 三重県四日市市松原町5-42
かつて当地にあった四日市北郵便局が、四日市西郵便局として四日市市智積町に移転改称されたことに伴い、旧局舎を利用して新設された郵便局である。

### かつて併設していた施設
かんぽ生命保険四日市支店
三重県内で唯一の同社直営店舗である。同社の直営店のみを併設しゆうちょ銀行の直営店を併設していない、数少ない無集配郵便局の一つである。その後、2013年（平成25年）5月7日に四日市市鵜の森に移転し、かんぽ生命保険三重支店に改称した。

## 沿革
- 1998年（平成10年）8月24日 - 四日市北郵便局が移転して四日市西郵便局（〒512-8799）となったことに伴い、その跡地に四日市松原郵便局として開局する[1]。
- 2007年（平成19年）10月1日 - 民営化に伴い、併設されたかんぽ生命保険四日市支店に一部の業務を移管する。
- 2012年（平成24年）10月1日 - 日本郵便株式会社が発足する。
- 2013年（平成25年）5月7日 - かんぽ生命保険四日市支店が当局から四日市市鵜の森に移転し、かんぽ生命保険三重支店に改称[2]。

## 取扱内容

### 四日市松原郵便局
- 郵便、印紙、ゆうパック、内容証明
- 貯金、為替、振替、振込、国債
- 生命保険、バイク自賠責保険
- ゆうちょ銀行ATM

## 周辺
- イオンモール四日市北
- 四日市北警察署
- 創価学会四日市北文化会館
- 聖武天皇社

## アクセス
- JR関西本線 富田駅（東口）から徒歩で約4分。
- 近鉄名古屋線・三岐鉄道三岐線 近鉄富田駅から徒歩で約14分。
- 三岐バス：「JR富田駅前」停留所、四日市市自主運行バス：「イオン四日市北SC」停留所下車。
- 伊勢湾岸自動車道 みえ川越ICから南西へ約3km。
- 国道1号沿い
- 駐車場あり：10台